# Гаїтянська креольська мова
Гаїтянська креольська мова (kreyòl ayisyen [kɣejɔl ajisjɛ̃]; фр. créole haïtien [kʁe.ɔl ai.sjɛ̃], часто просто Kreyòl) — франко-креольська мова, рідна для понад 8,5 мільйонів мешканців Гаїті і близько 1 мільйона людей у решті світу (гаїтянські емігранти та їхні нащадки).
Мова виникла внаслідок контактів між французькими поселенцями та поневоленими африканцями під час трансатлантичної работоргівлі у французькій колонії Сан-Домінго (нині Гаїті) у 17 і 18 століттях. Хоча її словниковий запас значною мірою походить від французької 18-го століття, його решта і граматика відносяться до західноафриканської вольта-конґолезької мовної гілки, як-то фон, еве, кіконґо, йоруба, іґбо тощо. Також на неї вплинули іспанська, англійська, португальська та вимерла індіанська мова таїно. Вона несумісна зі стандартною французькою мовою та має свою особливу граматику. Правопис нагадує фонетичну транслітерацію французьких слів. Гаїтяни — найчисленніша громада у світі, що спілкується дійсною креольською мовою.
Використання гаїтянської креольської мови та навчання їй викликає суперечки принаймні з 19 століття. Деякі гаїтяни розглядають сучасну французьку мову як спадщину колоніалізму, тим часом як певні франкомовці обмовляли гаїтянську креольську за кострубату французьку погано освіченої людини. Аж до кінця 20-го століття президенти Гаїті говорили зі своїми співгромадянами тільки стандартною французькою, й до 2000-х років усе навчання в гаїтянських початкових школах іще велося сучасною французькою мовою.
Гаїтянською креольською також говорять у різних регіонах переселення гаїтян, включаючи інші острови Карибського басейну, Французьку Ґвіану, Францію, Канаду (особливо Квебек) та США. Мова пов'язана з антильською креольською мовою, якою розмовляють на Малих Антильських островах, та з іншими франко-креольськими мовами.
З 1961 — офіційна мова Гаїті (до того офіційною була лише французька, мова гаїтянської еліти). Частину шкільної освіти переведено на гаїтянську креольську.

## Етимологія
Слово креол походить від португальського crioulo, що означає «людину, виховану у своєму домі», своєю чергою від латинського creare, тобто «створювати, робити, виробляти, породжувати». У Новому світі цей вираз спочатку ставився до європейців, що народилися і виросли в заморських колоніях (на відміну від корінних європейських півостровітян). «Бути багатим, як креолець» свого часу була популярною приказкою, якою хвалилися в Парижі в колоніальні роки Сан-Домінго, як найприбутковішої колонії у світі того часу. Іменник креолець зрештою став позначати креольські народи змішаної раси та їхні змішані креольські мови.
Назва Гаїті походить від корінної індіанської мови таїно, якою вона означає «земля високих гір», давши назву всьому острову Еспаньйола.

## Походження
Гаїтянська креольська мова містить складові як із романської групи індоєвропейських мов через її суперстрат французьку мову, так і з африканських мов, як мова-субстрат фон. Існує багато гіпотез утворення гаїтянської креольської мови.
За однією з гіпотез, гаїтянська креольська мова розвивалася між 1680 і 1740 роками. У 16-17 століттях французькі та іспанські колонізатори вирощували на острові тютюн, бавовну і цукрову тростину. Протягом усього цього часу острівне населення складалося приблизно з рівною кількістю engagés (білих робітників), gens de couleur libres (вільних кольорових людей) і чорних рабів. Місцева економіка переключилася на виробництво цукру 1690 року, незадовго до офіційної утворення французької колонії Сан-Домінго 1697 року. Задля вирощування цукру потрібно було більше робочої сили, що призвело до збільшення ввезення рабів. Протягом 18 століття близько 800 000 вихідців із Західної Африки було поневолено й доставлено до Сан-Домінго. У міру збільшення рабського населення взаємодія між франкомовними колоністами та рабами зменшувалася.
Багато африканських рабів, що були у володінні французів, були із земель, де спілкуються ніґеро-конґолезькими мовами й особливо мовами ква, такі як ґбе із Західної Африки та аканські і мови банту з Центральної Африки. Сінґлер припускає, що кількість мовців банту поступово зменшувалася, а кількість мовців ква навпаки збільшувалася, причому ґбе-мовці стали найпанівнішою групою. Перші п'ятдесят років цукрового буму в Сан-Домінго збіглися з появою переважання ґбе-мовців у Французьких Карибах. За час, протягом якого, як Сінґлер припускає, мова розвилася, ґбе-мовці склали близько половини усього занесеного рабського населення.
Протягом 17-го і 18-го століть у Сан-Домінгу, а також у Новій Франції та Французькій Західній Африці розмовляли класичною французькою (фр. français classique) і мовами ойль (нормандська, ґалло і пікардійська мови, пуатевінський і сентонжеський говори тощо). Поневоленим людям не вистачало способу спілкування, і як наслідок вони намагалися наскільки здатні освоїти французьку мову, щоб спілкуватися один з одним. З постійним ввезенням рабів мова все частіше використовувалася і поступово стала відрізнятися від французької. Ця мова також була підхоплена іншими членами суспільства і стала використовуватися більшістю уродженців майбутнього незалежного Гаїті.

### Різниця між гаїтянською креольською і французькою мовами
Гаїтянська креольська і французька мови мають схожу вимову і багато спільних лексичних одиниць. До суті, понад 90% словникового запасу гаїтянської креольської мови має французьке походження, тож її також відносять до романських мов. Однак багато споріднених слів насправді мають різні значення. Наприклад, як згадує Вальдман у книзі «Гаїтянська креольська мова: структура, варіація, статус, походження», слово «частий» у французькій мові буде fréquent, а його слово-коґнат гаїтянською креольською frekan означає «нахабний, грубий і зухвалий» і зазвичай відноситься до людей. До того ж граматика гаїтянської креольської і французької мов сильно різняться. Наприклад, у гаїтянській креольській дієслова не відмінюються, як у французькій. Окрім того, гаїтянська креольська відрізняється від стандартної французької і фонетично, хоч і схожі за фонетичною структурою. Будова речень є ще однією їхньою схожістю, але дещо відрізняється у креольській мові складовими з африканського мовного субстрату.
І гаїтянська креольська, і французька мови також зазнали семантичних змін; слова, що мали одне єдине значення у XVII столітті, змінилися і розійшлися по-різному у двох мовах. Наприклад, Ki jan ou rele? («Як тебе звуть?») відповідає французькому Comment vous appelez‑vous? І хоча середньостатистичний непідготовлений носій французької мови не зрозумів би це речення, кожне слово в ньому насправді є французького походження: qui «хто»; genre «спосіб»; vous «ти», héler «звати».
Клер Лефевр запропонував теорію релексифікації, стверджуючи, що процес релексифікації (заміна лексикону мови-субстрату лексиконом мови-суперстрату, але працюючи за правилами початкової мови) займав центральне місце у розвитку гаїтянської креольської мови.
Мова фон, також відома як фонґбе, є однією із сучасних мов ґбе, рідною для Беніну, Ніґерії і Тоґо у Західній Африці. Ця мова має граматичну структуру, схожу на гаїтянську креольську, що, можливо, робить креольську релексифікацією мови фон з лексиконом французької мови. Обидві мови часто порівнюються:
| Французька | Фон   | Гаїтянська креольська | Українська |
| ---------- | ----- | --------------------- | ---------- |
| la maison  | afe a | kay la                | (цей) дім  |

## Історія

### Витоки
Гаїтянська креольська мова розвинулася в 17 і 18 століттях у колонії Сан-Домінго, в середовищі, де носії різних ніґеро-конґолезьких мов змішувалися з французькими колоністами. На початку 1940-х років за президента Елі Леско були спроби стандартизувати мову. Американський мовознавець-експерт Френк Лаубах та ірландський методистський місіонер Ормонд Макконнелл розробили стандартизований гаїтянський креольський правопис. Хоча дехто високо оцінив їхню роботу, в цілому її не прийняли. Остаточну ортографію було стандартизовано 1979 року. Того ж року Закон від 18 вересня 1979 року підвищив статус гаїтянської креольської мови. Національний педагогічний інститут встановив офіційну ортографію гаїтянської креольської, а протягом наступних двох десятиліть було внесено невеликі зміни. Наприклад, дефіс більше не використовується, так само як й апостроф:131:185–192. Єдиний збережений знак наголосу – це ґравіс у ⟨è⟩ та ⟨ò⟩:433.

### Становлення офіційною мовою
Конституція 1987 року підвищила статус гаїтянської креольської до національної мови поряд із французькою. Вона класифікувала французьку як «мову навчання» (фр. langue d'instruction), а гаїтянську креольську — як «засіб освіти» (фр. outil d'enseignement). Конституція 1987 року називає як гаїтянську креольську, так і французьку мови офіційними, але визнає гаїтянську креольську єдиною спільною для усіх гаїтян мовою:263. Наразі французькою мовою спілкується лише невеликий відсоток громадян Гаїті
.

### Розвиток письменництва
Навіть ще до визнання мови урядом на кінець XIX століття вже існували літературні твори, написані гаїтянською креольською мовою, такі як «Choucoune» Освальда Дюрана та «Cric? Crac!» Жоржа Сільвена. Іншим впливовим автором гаїтянською креольською також став Фелікс Морісо-Леруа. З 1980-их років багато педагогів, письменників й активістів стали писати гаїтянською креольською мовою. 2001 року було випущено книгу «Відкриті ворота: Антологія гаїтянської креольської поезії» (англ. Open Gate: An Anthology of Haitian Creole Poetry). Це стала першою двомовною збіркою гаїтянської поезії, випущенною гаїтянською креольською й англійською мовами. 28 жовтня 2004 року гаїтянська щоденна газета Le Matin вперше опублікувала повний випуск гаїтянською креольською мовою на ознаменування нещодавно заснованого в країні «Креольського дня»:556. Гаїтянські креольські письменники часто використовують різні літературні трюки у своїх творах, як-то перескакування між мовами, аби збільшити освіченість читачів про мову. Література гаїтянською креольською мовою також використовується задля ознайомлення громадськості щодо диктаторських соціальних і політичних сил у Гаїті.
Список відомих письменників гаїтянською креольською мовою
- Луї-Філіп Даламбер (1962) — поет і прозаїк
- Франкетьєн (1936) — поет, драматург, художник, музикант, активіст
- Аді Жан-Ґарді (1967) — активіст міжнародної преси
- Жосафат-Роберт Ларж (1942–2017) — поет, прозаїк і мистецтвознавець
- Фелікс Морісо-Леруа (1912–1998) — поет і драматург
- Ельсі Сурена (1956) — письменник і візуальний художник
- Ліонель Труйо (1956) — поет і прозаїк
- Фред Едсон Лафортюн (1982) — поет

## Соціолінгвістика

### Роль у суспільстві
Хоча як французька, так і гаїтянська креольська є офіційними мовами Гаїті, французька мова часто вважається «високою» мовою, а гаїтянська креольська — «нижчою» мовою в диглосичних відносинах цих двох мов у суспільстві. Інакше кажучи, для меншості двомовного населення Гаїті використання двох мов багато в чому залежить від соціального контексту: стандартна французька частіше використовується на публіці, особливо за урочистих обставинах, тоді як гаїтянська креольська використовується частіше у повсякденному житті і часто звучить у звичайній розмові.
Утім, на Гаїті проживає переважна частина населення, яке говорить виключно гаїтянською креольською мовою, чи то в урочистих або повсякденних умовах:
|                | Французька мова не відіграє жодної ролі в дуже формальних обставинах, коли гаїтянський селянин (понад 80% населення заробляє на життя сільським господарством) головує на сімейних зборах після смерті члена сім'ї або при поклонінні родинним лоа чи духам вуду, або зв'язується з католицьким священиком для церковного хрещення, шлюбу чи урочистої меси, або при консультації з лікарем, медсестрою і стоматологом, або при зверненні до цивільного службовця, щоб оголосити смерть або народження. Оригінальний текст (англ.) French plays no role in the very formal situation of a Haitian peasant (more than 80% of the population make a living from agriculture) presiding at a family gathering after the death of a member, or at the worship of the family lwa or voodoo spirits, or contacting a Catholic priest for a church baptism, marriage, or solemn mass, or consulting a physician, nurse, or dentist, or going to a civil officer to declare a death or birth. |
| — Ів Дежан:192 | |

### Використання в освіті
У більшості шкіл французька, як і раніше, вважається престижнішою мовою навчання. Загалом гаїтянська креольська мова більше використовується в державних школах, оскільки саме там навчається більшість дітей зі звичайних сімей, які розмовляють креольською.
Історично склалося так, що у системі освіти переважала французька. За винятком дітей еліти, багато кому зі звичайних учнів доводилося кидати школу, бо вивчення французької було для них дуже складним і їм було важко стежити за навчанням. Реформа Бернара 1978 року спробувала запровадити гаїтянську креольську мову як мову навчання у перші чотири роки початкової школи, проте загалом реформа не увінчалася успіхом. Зрештою використання креольської зросло, але дуже обмежено. Після землетрусу 2010 року базова освіта стала безкоштовною і доступнішою для одномовних людей. Уряд понині намагається розширити використання гаїтянської креольської мови та покращити шкільну систему[відсутнє в джерелі].

## Правопис

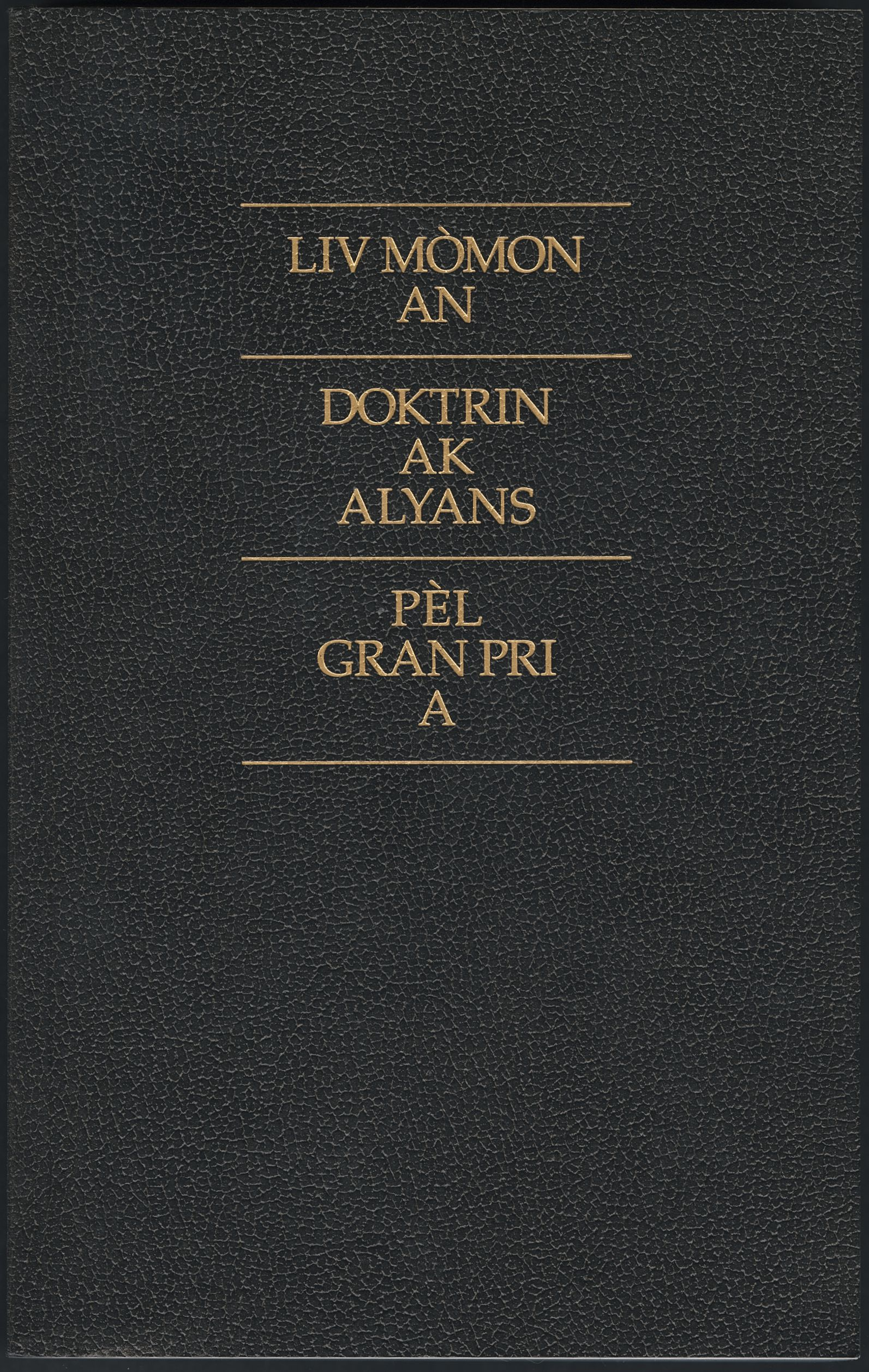
Гаїтянська креольська версія Книги Мормона, Учень і Завітів та Дорогоцінної Перлини; зверніть увагу на ґравіси.

Гаїтянська креольська має фонематичну ортографію з дуже точною відповідністю написання і вимови, за винятком власних імен та іноземних слів. Відповідно до офіційної стандартизованої ортографії, гаїтянська креольська мова складається з таких 32 фонем: ⟨a⟩, ⟨an⟩, ⟨b⟩, ⟨ch⟩, ⟨d⟩, ⟨e⟩, ⟨è⟩, ⟨en⟩, ⟨f⟩, ⟨g⟩, ⟨h⟩, ⟨i⟩, ⟨j⟩, ⟨k⟩, ⟨l⟩, ⟨m⟩, ⟨n⟩, ⟨ng⟩, ⟨o⟩, ⟨ò⟩, ⟨on⟩, ⟨ou⟩, ⟨oun⟩, ⟨p⟩, ⟨r⟩, ⟨s⟩, ⟨t⟩, ⟨ui⟩, ⟨v⟩, ⟨w⟩, ⟨y⟩, ⟨z⟩.:100. Літери ⟨c⟩ і ⟨u⟩ завжди пишуться в парі з іншою літерою (у мультиграфах ⟨ch⟩, ⟨ou⟩, ⟨oun⟩ і ⟨ui⟩). Гаїтянський креольський алфавіт не має ні ⟨q⟩, ні ⟨x⟩; коли ж ⟨x⟩ трапляється в запозичених словах та власних назвах, вона представляє звуки /ks/, /kz/ або /gz/:433.
| Приголосні                                         | Приголосні | Приголосні | Приголосні                    |
| Гаїтянські літери                                  | МФА        | Приклади   | Наближена вимова українською  |
| -------------------------------------------------- | ---------- | ---------- | ----------------------------- |
| b                                                  | b          | bagay      | буква, бавовна [bɐˈwɔu̯nɐ]     |
| ch                                                 | ʃ          | cho        | шахи [ˈʃaxe]                  |
| d                                                  | d          | dous       | дим, будинок [bʊˈdɪnɔk]       |
| f                                                  | f          | fig        | фара, фестиваль [festeˈʋalʲ]  |
| g                                                  | ɡ          | gòch       | ґанок, ґедзь [ɡɛd͡zʲ]          |
| h                                                  | h          | hèn        | хованка, хліб [xlʲib]         |
| j                                                  | ʒ          | jedi       | журба, життя [ʒeˈtʲːa]        |
| k                                                  | k          | kle        | кіт, комір [ˈkɔmʲir]          |
| l                                                  | l          | liv        | лікоть, лук [ɫuk]             |
| m                                                  | m          | machin     | матір, муха [ˈmuxɐ]           |
| n                                                  | n          | nòt        | нога, новина [nɔʋeˈna]        |
| ng                                                 | ŋ          | bilding    | дайвінґ (з носовою н)         |
| p                                                  | p          | pase       | притулок, пес [pɛs]           |
| r                                                  | ɣ          | rezon      | гомін, гусінь [ˈɦusʲinʲ]      |
| s                                                  | s          | sis        | світанок, сузір'я [sʊˈzʲirjɐ] |
| t                                                  | t          | tout       | тулуб, танець [ˈtanet͡sʲ]      |
| v                                                  | v          | vyann      | вітер, вариво                 |
| z                                                  | z          | zero       | зола, зерно [zerˈnɔ]          |
| «Інородні» приголосні                              |            |            |                               |
| dj                                                 | dʒ         | djaz       | джаз, джеркіт, джгут [d͡ʒɦut]  |
| Напівголосні                                       |            |            |                               |
| w                                                  | w          | wi         | Київ, вовк [wɔu̯k]             |
| y                                                  | j          | pye        | змій, йод [jɔd]               |
| Буквосполучення напівголосного з голосним (диграф) |            |            |                               |
| ui                                                 | ɥi         | uit        |                               |

| Голосні                         | Голосні | Голосні   | Голосні                      |
| Гаїтянські літери               | МФА     | Приклади  | Наближена вимова українською |
| ------------------------------- | ------- | --------- | ---------------------------- |
| a (або à перед n)               | a       | abako pàn | брат [brat]                  |
| e                               | e       | ale       | але, село [seˈɫɔ]            |
| è                               | ɛ       | fèt       | цeй, ллє [lʲːɛ]              |
| i                               | i       | lide      | інший, мрія [ˈmrʲijɐ]        |
| o                               | o       | zwazo     | кожух, зозуля [zoˈzulʲɐ]     |
| ò                               | ɔ       | deyò      | поїзд [ˈpɔjizd]              |
| ou                              | u       | nou       | Умань [ˈumənʲ]               |
| Носові голосні                  |         |           |                              |
| an (якщо потім не йде голосний) | ã       | anpil     |                              |
| en (якщо потім не йде голосний) | ɛ̃       | mwen      |                              |
| on (якщо потім не йде голосний) | õ       | tonton    |                              |

- В гаїтянському креольському правописі немає німих літер, на відміну від французької.
- Всі звуки завжди записуються однаково, за винятком випадків, коли голосна має ґравіс ⟨`⟩ перед ⟨n⟩, перетворюючи її на неносову голосну замість носової:
  - ⟨en⟩ для /ɛ̃/ й ⟨èn⟩ для /ɛn/;
  - ⟨on⟩ для /ɔ̃/ й ⟨òn⟩ для /ɔn/;
  - ⟨an⟩ для /ã/ й ⟨àn⟩ для /an/.
- Коли одразу після буквосполучення слідує голосна, диграфи носових голосних (⟨an⟩, ⟨en⟩, ⟨on⟩ і іноді ⟨oun⟩) вимовляються як неносові голосні, після яких вимовляється звичайна /n/[32].

### Сперечання щодо гаїтянського правопису
Перший технічний правопис для гаїтянської креольської мови було розроблено 1940 року ірландськими методистськими місіонерами Ормондом Макконнеллом і Примроуз Макконнелл. Пізніше його підправив Френк Лаубах, що призвело до створення відомого правопису Макконнеллів–Лаубаха:434.
Правопис Макконнеллів-Лаубаха зазнав серйозної критики з боку представників гаїтянської еліти:436. Гаїтянський вчений Шарль Пресуар розкритикував даний правопис за відсутність позначення огублених голосних переднього ряду, які як раз використовувала франкомовна еліта острову. Інша критика стосувалася широкого використання літер ⟨k⟩, ⟨w⟩ та ⟨y⟩, які, за твердженням Пресуара, виглядали «надто американськими»:431–432. Цю думку про «американську спрямованість» правопису розділяли багато освічених гаїтян того часу, які також критикували її начебто за зв'язок з протестантизмом:432. Останнє з критичних зауважень Пресуара полягало в тому, що «використання циркумфлексу для позначення назалізованих голосних» використовувалося до носових звуків не так, як їх представлено у французькій мові, що, як він побоювався, перешкоджатиме вивченню власне французької:431.
Створення правопису було, до суті, артикуляцією мовних ідеологій тих, хто був залучений у це, та виявило політичну і соціальну напруженість між конкуруючими сторонами. Більшість цієї напруженості полягала в ідеології, згідно якій французька мова краща, досконаліша, що призводило до невдоволення цією мовою в одних гаїтян і захоплення нею в інших:435. Ця мовна суперечка зводилася до спроби об'єднати концепцію гаїтянської національної самобутності. Там, де ⟨k⟩ та ⟨w⟩ здавались надто англосаксонськими й американо-імперіалістичними, а ⟨c⟩ та ⟨ou⟩ були ж символами французького колоніалізму:191.

### Правопис на основі французької мови
Коли Гаїті ще була колонією Франції, укази французького уряду часто писалися креольською мовою з французьким лексиконом і читалися вголос рабському населенню. Перший письмовий текст гаїтянською креольською мовою з французьким ухилом було складено 1757 року у вірші Lisette quitté la Plaine Дювів'є де ла Маот'єр, білим креольським плантатором.
До того, як гаїтянський креольський правопис був стандартизований наприкінці 20-го століття, написання варіювалося, хоч був заснований на розмовній гаїтянській креольській мові при правописі французької мови — мови, написання котрої складно співвідноситься з вимовою. На відміну від фонетичного правопису, французький правопис для гаїтянської креольської мови не стандартизовано і різниться в залежності від автора. Дехто використовує точне французьке написання, інші коригують написання певних слів під вимову спорідненого слова гаїтянською креольською мовою, видаляючи німі літери. Для прикладу, речення «Він йде працювати вранці», записуване за сучасним офіційним правописом як Li ale travay nan maten, інакше могло б записуватися так:
- Lui aller travail nans matin;
- Li aller travail nans matin тощо.

## Граматика
Гаїтянська креольська граматика дуже аналітична: наприклад, дієслова не змінюються за часом або особою, та немає граматичного роду, тобто прикметники й артиклі не змінюються незалежно від іменника. Основним порядком слів є підмет–присудок–додаток (SVO), як у французькій та українській мовах.
Багато граматичних ознак, зокрема множина іменників і вказівка на приналежність, вказуються додаванням певних допоміжних маркерів, як yo, до головного слова. Досі точаться суперечки, чи є ці маркери афіксами або клітиками, і чи слід використовувати розділові знаки, такі як дефіс, задля поєднання їх зі словом-хазяїном.
Хоча у словниковому запасі цієї мови багато слів, пов'язаних із спорідненими їй французькими мовами, гаїтянська креольська будова речення подібна до будови західноафриканської мови фон.
| Гаїтянською креольською   | Фон                     | Французькою             | Українською    |
| ------------------------- | ----------------------- | ----------------------- | -------------- |
| bekànвелосипедmwenмій     | kekeвелосипедcheмій     | maмійbécaneвелосипед    | мій велосипед  |
| bekànвелосипедmwenмійyoPL | kekeвелосипедcheмійlePL | mesмоїbécanesвелосипеди | мої велосипеди |